# Estação Sampaio
Sampaio é uma estação de trem da Zona Norte do Rio de Janeiro.

## História
Foi aberta em 1885. Atualmente é uma estação de trens metropolitanos operada pela Supervia.
A sua parte externa, localizada à entrada da rua ainda é bem antiga, embora bem cuidada.
Plataformas:
1a Sentido Deodoro, Bangu e Campo Grande
1b Sentido Central do Brasil

## Referencias
1. ↑  
«EFCB - Estrada de Ferro Central do Brasil - Linha do Centro». Centro-Oeste Brasil. Consultado em 14 de outubro de 2012
2. ↑  https://www.supervia.com.br/pt-br/mapa-de-linhas